# Kirriemuir

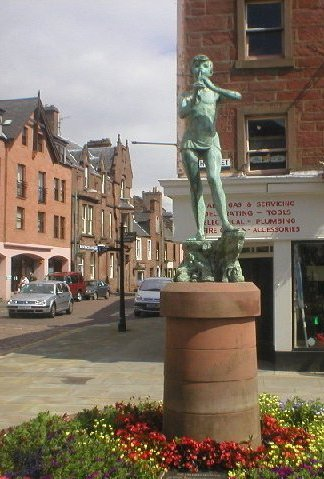
Estátua de Peter Pan na cidade de Kirriemuir. A cidade é onde nasceu o criador do personagem, J. M. Barrie.

Kirriemuir, também chamado de Kirrie, é um burgo situado em Angus, na Escócia.
É também a terra natal do lendário vocalista do AC/DC, Bon Scott.
Berço de um dos maiores nomes da música, o lendário Bon Scott, antigo vocalista do AC/DC, que acabou por falecer em 1980.